# Anne Jane Thornton
Anne Jane Thornton (1817–1877) fue una aventurera del siglo XIX proveniente de Donegal, Irlanda, que en 1832 se hizo pasar por un muchacho para irse a la mar, en busca de su amor perdido que se había ido a los Estados Unidos. Continuó su carrera como marinera hasta su llegada a Londres en 1835, cuando fue entrevistada por el alcalde de la ciudad. Más tarde escribió un libro sobre sus aventuras.

## Primeros años de vida
Anne Jane Thornton nació en 1817 en Gloucestershire, al oeste de Inglaterra, Thornton fue la hija de un próspero tendero. De acuerdo con el Oxford Dictionary of National Biography. diccionario nacional de las biografías, en 1823 su madre falleció y su padre se mudó a Donegal Irlanda donde abrió otra tienda. La revista The Lady de 1835 añade: "... a la edad de seis años acompaña a su padre a Irlanda, donde después poseyó varias tiendas, que posteriormente quebraron".

## Vida y carrera
A los 13 años, Thornton conoce al Capitán Alexander Burke, un hombre inglés cuyo padre vivía en Nueva York, antes de los 15 años ambos habían establecido una relación muy cercana. En 1832, Burke deja Donegal para viajar a Nueva York con su padre y Thornton decide ir tras él ayudada por una criada y un muchacho, deja Donegal, obtiene un traje de grumete y hace un viaje hacia Nueva York haciéndose pasar por un joven, a su llegada, se dirige a la casa del padre de Burke y le explica que había trabajado bajo las órdenes del Capitán Alexander y deseaba ser contratado de nuevo; es ahí donde se entera de que el hombre que amaba, había muerto unos días antes.
Sin dinero, Thornton necesitaba buscar un empleo. Pero ahora, con tez bronceada, lo que la ayudaba a lucir menos femenina, y aún fingiendo ser un chico, consiguió un puesto de cocinero de buque y mayordomo por nueve dólares al mes; fue así como se embarcó en El Adelaide. Después consiguió un puesto en El Rover. Finalmente sirvió en el Belfast, "Vestida con una chaqueta de estambre rojo y pantalones de algodón". Entre barco y barco, una vez viajó 70 millas (120.6 km) desde Eastport, Maine, hasta Nuevo Brunswick, Canadá, vestida siempre como marinero.
Eventualmente, Thornton se volvió cocinero de otra embarcación, The Sarah, con destino a Londres, con el nombre de Jim Thornton de Donegal. Como Jim, probó ser una gran ayuda en la nave, cocinando y ayudando en cubierta cuando era necesario, pues el barco navegaba con pocos ayudantes.
Fue en este barco que la identidad de Thornton fue descubierta: 

Un día mientras se lavaba en su litera, con su camisa abierta, uno de los tripulantes accidentalmente alcanzó a ver su pecho.

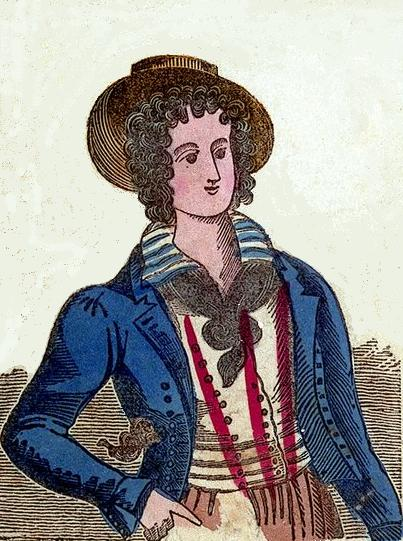
Anne Jane Thornton, grabado de 1835

El marinero que la descubrió amenazó con reportarla al capitán de la nave, capitán McIntyre, si no accedía a tener relaciones con él. Thornton se negó y cuando fue descubierta ante el capitán él "la mandó a trabajar entre los hombres, quienes la insultaban y faltaban al respeto constantemente".
McIntyre describe su asombro al saber que Thornton era una mujer: 

Apenas podía dar crédito a mi compañero cuando me contó de ella. Puedo dar testimonio de su extraordinaria compostura y solo podía preguntarle si la había tratado correctamente.

Debido al mal tiempo, The Sarah se mantenía en Londres, donde atracó en febrero de 1835. Antes de su llegada, otros miembros de la tripulación sospechaban sobre la identidad de Thornton; McIntyre más tarde le contó a The Times  que había sido abusada por otros marineros y que era muy trabajadora dentro del barco. McIntyre informó que Thornton 

...hacía el trabajo de un marinero sin quejarse y daba un uso infinitamente mejor a sus manos que a su lengua ... hacía un trabajo digno de admiración. Ella se subía al mastelero en cualquier tipo de clima mientras nosotros lo pasábamos mal. Pobre niña, lo tenía muy difícil allí, sufría mucho con la lluvia pero soportaba todo de manera inigualable. Ella fue un excelente marino.

La historia fue publicada en los periódicos de Londres después de que un oficial de aduanas en el Río Támesis intervino para detener a un tripulante de The Sarah por maltratar a un joven marinero que, para su asombro, el marinero resultó ser una joven. El aduanero entonces, llevó a Thornton a la taberna Cooper's Arms en la calle Lower Thames donde presentó una denuncia y reportó el caso a sus superiores.

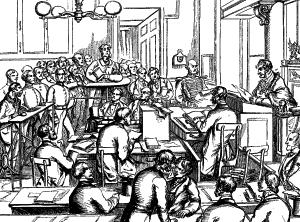
Audiencia en la Mansion House, 1840

Después de que el alcalde de Londres leyera los reportes, envió a un inspector de policía para dar seguimiento al caso y posteriormente, llevar a cabo una investigación en la Mansion House; él mismo entrevistó a todos los involucrados en el caso, incluyendo a Thornton y al capitán McIntyre. El capitán admitió que no sospechaba que Thornton era mujer cuando la contrató e insistió en que tenía toda la intención de pagarle el salario que había ganado en el viaje. McIntyre pidió saber si alguna vez había sido descortés con ella, Thornton respondió diciendo "no, tu siempre fuiste muy considerado, pero algunos de los hombres me trataban cruelmente cuando no podía trabajar tan duro como ellos cuando había mal tiempo".
El alcalde la reprendió por huir de su padre y al mismo tiempo elogió su desempeño como marinera, además le ofreció ayudarla a regresar con su padre a Irlanda.
Los habitantes de Londres simpatizaron con Thornton y le ofrecieron £500 (libras esterlinas) por aparecer en un escenario, pero ella rechazó la oferta, diciendo que sólo quería volver a casa con su padre. Sin embargo, cuando el alcalde hizo averiguaciones en Donegal se encontró con que el padre de Thornton había emigrado a Estados Unidos, pero su hermana todavía vivía allí y se alegraba de escuchar noticias de Anne Jane. El alcalde le reservó a Thornton un asiento en la diligencia de Londres a Liverpool, regresó a Irlanda el 2 de abril de 1835. El 13 de abril, un periódico en Ballyshannon (ciudad de Donegal) informó de su llegada a Donegal.

Una gran multitud se reunió para verla, pero la marinera se apresuró a la casa de su hermana, en el camino de regreso... tuvimos la suerte de haber visto a la joven. Ella está muy cansada del mar, dice que no se uniría a una nave de nuevo ni por 500 libras al año, ya que es la vida más miserable que se pueda imaginar. Además dice que nunca se casará.

La historia de Thornton se volvió aún más conocida después de que escribiera su autobiografía, The Interesting Life and Wonderful Adventures of that Extraordinary Woman Anne Jane Thornton, the Female Sailor (La interesante vida y maravillosas aventuras de esa extraordinaria mujer Ann Jane Thornton, la mujer marino.
El rey Guillermo IV le concedió a Thornton una pensión de £10 al año, mientras que el señor Andrew Murray le permitió usar una granja cerca del río Lough Eske, libre de alquiler.
En febrero de 1836, Thornton se casó, bajo circunstancias inusuales. Un día un amigo de Ballyshannon fue a Donegal a visitarla y la encontró siendo arrastrada hacia un clérigo por un grupo de hombres, con intención de casarla con uno de ellos. Su amigo la rescató y se casaron al día siguiente. Ella dio a luz a un hijo en noviembre de 1836.
Thornton vivió hasta el año de 1877.

## La canción deThe Female Sailor Bold
La historia de Thornton fue la inspiración para crear la balada The Female Sailor Bold (La audaz mujer marinero) , también llamada The Female Sailor (La Mujer Marino) . En el siguiente texto encontramos la balada, como fue vendida a los Estados Unidos en 1835.
Una versión editada aparece en  The Oxford Book of English Traditional Verse (1983).
| Good people give attention and listen to my song; I will unfold a circumstance that does to love belong; Concerning of a pretty maid who ventur'd we are told Across the briny ocean as a female sailor bold. Her name was Ann Jane Thornton, as you presently shall hear, And also that she was born in fam'd Gloucestershire; Her father now lives in Ireland, respected we are told, And grieving for his daughter—this female sailor bold. She was courted by a captain when not fifteen years of age, And to be joined in holy wedlock this couple did engage, But the captain was bound to America, as I will now unfold, And she followed him o'er the ocean did this female sailor bold. She dress'd herself with sailors clothes and was overcome with joy When with a captain she did engage to serve as cabin boy, And when New York in America this fair maid did behold She determined to seek her true love did this female sailor bold. Then to her true loves fathers she hastened with speed, When the news that she did hear most dreadful indeed, That her love had been dead some time they to her did unfold Which very near broke the heart of this female sailor bold. Some thousand miles she was from home from friends far away Alone she traveled seventy miles thro' woods in North America Bereft of all her kindred nor no parent to behold, In anguish she cried my true love did this female sailor bold. | Then she went on board the Adelaide, to cross the troubled wave And in storms of hail and gales of wind she did all dangers brave She served as cook and steward in the Adelaide we are told Then sailed on board the Rover did the female sailor bold. From St Andrew's in America this fair maid did set sail, In a vessel called the Sarah and brav'd many a stormy gale She did her duty like a man did reef and steer we're told By the captain she was respected well—the female sailor bold. With pitch and tar her hands were hard, tho' once like velvet soft She weighed the anchor, heav'd the lead and boldly went aloft Just one and thirty months she braved the tempest we are told And always did her duty did the female sailor bold. 'Twas in the month of February eighteen hundred thirty five, She in the port of London in the Sarah did arrive; Her sex was then discovered which the secret did unfold, And the captain gaz'd in wonder on the female sailor bold. At the Mansion-House she appear'd before the Lord Mayor, And in the public papers then the reasons did appear, Why she did leave her father and her native land she told, To brave the stormy ocean, did this female sailor bold. It was to seek her lover that sailed across the main, Thro' love she did encownter storms tempest wind and rain. It was love caused all her troubles and hardships we are told; May she rest at home contented now the female sailor bold. |